# Mauer hinter Domplatz 4

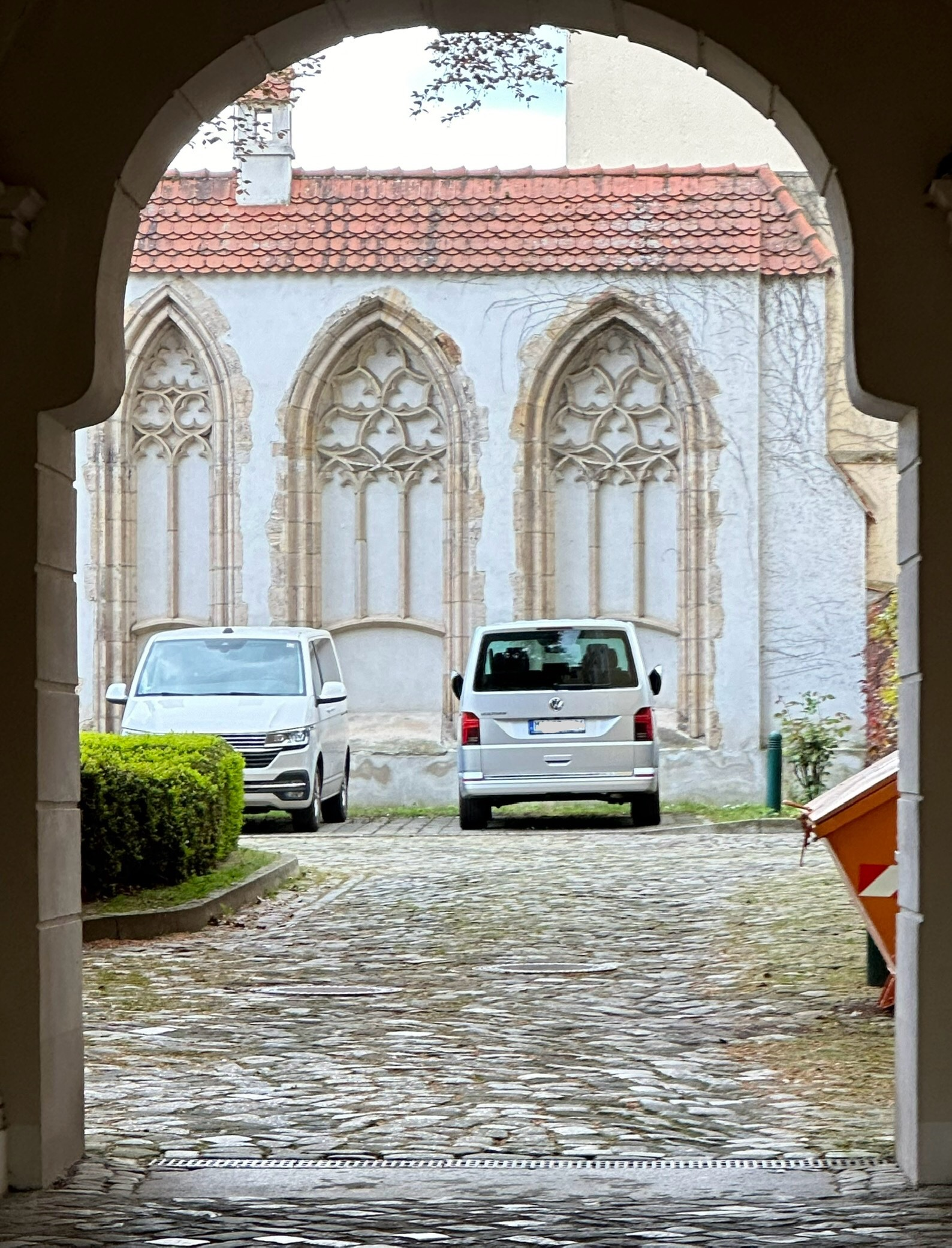
Blick durch das Tor auf die Mauer hinter Domplatz 4, 2024

Die Mauer hinter Domplatz 4 ist eine denkmalgeschützte Mauer in Magdeburg in Sachsen-Anhalt.

## Lage
Die Mauer befindet sich auf der Ostseite des Domplatzes in der Magdeburger Altstadt auf dem Hof des Knautschen Palais und begrenzt den Hof auf seiner Ostseite.

## Architektur und Geschichte
Die etwa zwölf Meter lange Mauer besteht aus vier großen spätgotischen Maßwerken, die ursprünglich Teil der etwas weiter südlich stehenden Sankt-Gangolfi-Kapelle waren. Das Langhaus der Kapelle wurde 1906 abgerissen. Dabei wurden jedoch die Maßwerkfenster gesichert und an ihrem jetzigen Standort als Spolien wieder aufgebaut.
Im Denkmalverzeichnis des Landes Sachsen-Anhalt ist die Mauer unter der Erfassungsnummer 094 71344 als Baudenkmal verzeichnet.